# Białka Aux/IAA
Białka Aux/IAA (ang. Auxin/Indole-3-Acetic Acid) – rodzaj białek związanych z odpowiedzią na działanie auksyny. Poprzez negatywną regulację aktywności czynników transkrypcyjnych ARF (ang. Auxin Response Factor) regulują poziom ekspresji genów zależnych od działania auksyny.
Geny Aux/IAA zostały po raz pierwszy zidentyfikowane w soi i grochu jako geny regulowane przez auksynę. Poziom ekspresji większości genów Aux/IAA wzrasta bardzo szybko w odpowiedzi na działanie auksyny. Zwykle wzrost poziomu ekspresji obserwowany jest w czasie nieprzekraczającym kilku minut. W warunkach nieobecności auksyny, mRNA Aux/IAA obserwowane jest tylko na podstawnym, niskim poziomie. W nasionach wystawionych na stałą ekspozycję egzogennej auksyny, poziom mRNA Aux/IAA szybko wzrasta, z opóźnieniem 5–30 minutowym, i stabilizuje się po upływie 1–2 godzin. Działanie auksyną może spowodować 3–30 krotny wzrost poziomu mRNA Aux/IAA. Geny Aux/IAA są charakterystyczne dla roślin i nie występują w obrębie żadnego innego królestwa organizmów. 
Aux/IAA są przeważnie krótko żyjącymi, łatwo ulegającymi degradacji białkami występującymi w jądrze komórkowym. Czas półtrwania białek Aux/IAA jest różny, na przykład u Arabidopsis thaliana czas półtrwania dla IAA7 wynosi 5–10 minut, a dla IAA28 – 80 minut. 
Kanoniczne białka Aux/IAA składają się z czterech domen aminokwasowych zwanych domenami I, II, III i IV. Domeny I i II są charakterystyczne i specyficzne dla poszczególnych białek Aux/IAA, natomiast domeny III i IV są konserwowane w obrębie całej rodziny tych białek. Domena I jest bezpośrednio zaangażowana w hamowanie ekspresji genów auksyno-zależnych. Domena II wykazuje silną konserwację i decyduje o stabilności białka. Domeny III i IV umożliwiają oddziaływanie z białkami ARF oraz innymi białkami Aux/IAA. Liczba białek w obrębie rodziny Aux/IAA zmienia się w szerokim zakresie w zależności od gatunku rośliny, u której występują. Physcomitrella patens ma trzy białka Aux/IAA, Selaginella moellendorffii ma również trzy białka Aux/IAA, dla porównania A. thaliana ma 29 białek, Oryza sativa i Zea mays mają po 31 białek Aux/IAA. Liczba białek w obrębie różnych gatunków podkreśla rosnący stopień kompleksowości sygnalingu auksyny.